# Метаморфоси (Халкидики)
Метаморфоси (грч. Μεταμόρφωση) је приморско насељено место у општини Полигирос у периферији Средишња Македонија, Грчка. Према попису из 2021. године било је 509 становника.
Насеље је некада било манастирски метох на коме је 1920. живело 89 житеља околних села. Године 1924. ту је подигнуто ново насеље где је насељена 36 грчких избегличких породица, којих је на попису из 1928. године било 143. Село се раније звало Метох Возика.